# 방콕 유나이티드 FC
방콕 유나이티드 FC(태국어: แบงค็อก ยูไนเต็ด, 영어: Bangkok United FC)는 1988년에 창단된 태국 방콕의 축구 클럽이다. 현재는 타이 리그1에 참가하고 있다. 2009년까지는 방콕 대학교 FC(Bangkok University FC)라는 이름으로 참가했다.

## 성적
- 타이 프리미어리그: 우승 1회 (2006)
- 타이 디비전 1 리그: 우승 1회 (2003)

## 선수 명단

### 현역
참고: FIFA 자격 규정에 따라 소속된 국가대표팀 국기를 표시합니다. 선수는 복수의 FIFA 비회원국 국적을 가지고 있을 수 있습니다.
| 번호 | 포지션 | 국적 | 이름          |
| ---- | ------ | ---- | ------------- |
| 1    | GK     | 태국 | 파티왓 캄마이 |
| 3    | DF     |      | 이베르통      |

| 번호 | 포지션 | 국적 | 이름        |
| ---- | ------ | ---- | ----------- |
| 10   | FW     | 태국 | 티라신 댕다 |

## 역대 감독
| 감독                    | 임기        |
| ----------------------- | ----------- |
| 토치타완 스리판어       | 2020 ~ 2022 |
| 오렐리오 비드마         | 2022        |
| 토치타완 스리판어(대행) | 2022 ~ 2023 |
| 토치타완 스리판어       | 2023 ~      |

## 같이 보기
- 방콕 대학교